# Sotolon
Sotolon is een lacton en een krachtige aromastof. Sotolon is een bestanddeel van fenegriekzaden en lavas, en komt ook voor in geroosterde Virginiatabak en rijstwijn. In hoge concentraties heeft het de geur van fenegriek en curry; in lage concentraties ruikt het naar esdoornsiroop, karamel of verbrande suiker.
Sotolon kan bereid worden uit 4-hydroxy-isoleucine (HIL), een stof die ook in fenegriekzaden voorkomt.
Sotolon is een aromastof die onder andere aan diverse sauzen en condimenten wordt toegevoegd. Door de consumptie van grote hoeveelheden voedingsstoffen of planten met sotolon kan het zweet en de urine tijdelijk de geur van esdoornsiroop krijgen, omdat sotolon grotendeels onveranderd door het lichaam afgescheiden wordt.
De zeldzame erfelijke aandoening "maple syrup urine disease" of "esdoornsiroopziekte" (waarbij het metabolisme van aminozuren verstoord is) is zo genoemd omdat hierbij de urine het karakteristieke zoete aroma van esdoornsiroop verkrijgt. De stof die hiervoor verantwoordelijk is, blijkt ook sotolon te zijn.
Chemisch gezien behoort sotolon tot de enolen, de groep verbindingen waarin een hydroxylgroep direct aan een dubbele binding voorkomt. Doorgaans is de verbinding instabiel en vormt een keton.